# سام کارترایت
سام کارترایت (انگلیسی: Sam Cartwright؛ زادهٔ ۸ ژوئیهٔ ۲۰۰۰) بازیکن فوتبال است.
از باشگاه‌هایی که در آن بازی کرده‌است می‌توان به باشگاه فوتبال پیتربورو یونایتد اشاره کرد.